# 湯浅良幸
湯浅 良幸（ゆあさ よしゆき、1930年 - ）は、日本の郷土史家。徳島県阿南市上中町出身。イオンド大学名誉教授。徳島民俗学会会長、徳島県市町村文化財保護審議会連絡協議会会長、徳島県文化振興財団民俗資料委員長、阿波学会会長を歴任。2005年には地域文化功労者賞を受賞。

## 著書
- 『阿波貨幣史』（1956年、徳島市立図書館）
- 『日本史・阿波史年表』（1957年）
- 『阿波の民話(徳島市民双書〈4〉)』（1971年、徳島市中央公民館）
- 『阿波民俗散歩』（1975年、徳島県出版文化協会）

共著
- 『阿波の民話 第一集』（1977年、緒方啓郎、未來社）
- 『郷土に根づいた産物と商魂 (ふるさと歴史舞台)』（1992年、千葉治平、遠藤和子、岩田玲文、高瀬喜左衛門、松本幸子、松永義弘、ぎょうせい）